# Château Le Pin
Château Le Pin ist ein kleines Weingut in Pomerol, einem Weinbaugebiet im Bordelais um Bordeaux im Südwesten Frankreichs.

## Geschichte
Im Jahr 1924 erwarb Madame Loubie einen kleinen Weinberg. Das Weingut umfasste bis 1979 nur einen einzigen Hektar. Nach dem Tod von Madame Loubie wurde es von der Familie Thienpont, denen auch das benachbarte Vieux Château Certan gehört, erworben. 1984 wurden 0,3 ha hinzugekauft, und 1985 wuchs das Gut um weitere 0,65 ha. Anstatt die Weinberge dem Vieux Château Certan hinzuzufügen, beschlossen die neuen Besitzer, aus dem „Le Pin“ einen neuen Spitzenwein zu machen. Genau wie beim Vorbild Château Pétrus wurde auf die Bezeichnung „Château“ auf dem Etikett verzichtet. In der Tat gelang es innerhalb weniger Jahre, Le Pin in der Spitzengruppe von Pomerol zu etablieren. Mit dem Ansatz, auf einem winzigen Gut mit kompromissloser Konsequenz einen herausragenden neuen Wein zu schaffen, wurde Le Pin zum ersten „Garagenwein“ von Bordeaux.

## Der Wein
Der nur „Le Pin“ genannte Wein des Gutes gehört zu den teuersten Rotweinen der Welt. Eine Flasche des Jahrgangs 1990 kostet beispielsweise mindestens 1.000 € – sofern man ihn überhaupt erstehen kann. Auf dem 2 Hektar kleinen Gut werden höchstens 8.000 Flaschen pro Jahr erzeugt. Mit 92 % Merlot zählt dieser fast reinsortige Wein zum Besten, was die Appellation Pomerol zu bieten hat. Seine insbesondere ab Ende der achtziger Jahre herausragende Qualität und die Tatsache, dass es diesen Wein nur in äußerst geringen Mengen gibt, machen ihn zu einem begehrten Spekulationsobjekt.

### Herstellung
Die herausragende Qualität verdankt der „Le Pin“ vor allem zwei Tatsachen: Zum einen besitzt es eines der besten Terroirs des Plateaus von Pomerol, lehmdurchsetzter Kiesboden auf eisenhaltigem Kalksteingrund („Crasse de Fer“). Zum anderen lässt man dem Wein jede nur denkbare Sorgfalt angedeihen: strenge Ertragsbeschränkung auf rund 30 Hektoliter pro Hektar, Handlese, Gärung in Edelstahl und Ausbau ausschließlich in neuen Barriques, in denen auch schon die malolaktische Gärung stattfindet. Der Wein wird während des 18–24 Monate dauernden Fassausbaus alle drei Monate abgezogen, mit Eiweiß geschönt und schließlich ohne Filtrierung abgefüllt.